# 儚火
「儚火」（はなび）は、moumoonのメジャー13枚目のシングルである。

## 概要
前作「Wild Child」から約4ヶ月ぶりのリリース。同年8月22日よりiTunes Storeにて先行配信開始。
表題曲「儚火」は花火を題材に相手への思いをつづったバラード。YUKAは「夏の空気をそのまま曲にしたような、しみしみ、染み込む作品となりました」とコメントした。moumoonにとって「Sunshine Girl」「Chu Chu」に続くサマーソング。カップリング曲には、「Sunshine Girl」「Chu Chu」が大沢伸一によるリミックスバージョンが収録されている。なお、「儚火」と「summer time」は蔦谷好位置がサウンドプロデュースとアレンジで参加。
今作はCDのみ、CD＋DVD、CD＋2DVD豪華盤の3種リリースである。2形態共通の付属DVDには「儚火」のビデオクリップ、メイキング映像が収録される。CD＋2DVD豪華盤には、同年4月に行われた「FULLMOON LIVE TOUR 2012 ～脳内ランドツアー～」のファイナル公演の模様をフルで収めたライブDVDとフォトブックが同梱。
なお、映画監督・犬童一心が「儚火」を聞いてからインスピレーションを受け、歌詞の中にある「儚い2人」という言葉から「父と娘」をテーマにしたストーリーを生み出し、ショートムービー「HANABI」を発表。劇中に「『Love is Everywhere』」と「儚火」が起用されている。

## 収録曲

### CD
1. 儚火
  - USTREAM「夏祭り・花火大会特集ページ」イメージソング
2. summer time
3. Sunshine Girl（Shinichi Osawa Remix）
4. Chu Chu（Shinichi Osawa Remix）
5. 儚火（Instrumental）
6. summer time（Instrumental）

### DVD 1
1. 儚火（video clip）
2. 儚火（making clip）

### DVD 2
1. 「FULLMOON LIVE TOUR 2012 〜脳内ランドツアー〜」FINAL in NHKホール